# Rostkägelbi
Rostkägelbi (Coelioxys rufescens) är en biart som beskrevs av Lepeletier och Audinet-Serville 1825. Rostkägelbi ingår i släktet kägelbin, och familjen buksamlarbin. Inga underarter finns listade.

## Beskrivning
Ett övervägande svart bi; ansiktet, inklusive munskölden, sidorna av mellankroppen och första tergiten har dock lång, gråbeige päls. På ovansidorna av huvudet och mellankroppen har arten mörk, rödbrun behåring, och på bakkanterna av tergiterna 1 till 5 (1 till 4 hos hanen) har den ljusa band. Likt alla kägelbin smalnar honans bakkropp av i en lång spets, medan hanen har flera taggar på bakkroppsspetsen. Honan blir 11 till 13 mm lång, hanen 10 till 11 mm.

## Ekologi
Habitaten följer värdarterna, som skogar och skogsbryn, buskskogar, vingårdar, kuperade fält, åker- och betesmark, halvöknar, sanddyner samt grus- och lertag. Den kan även förekomma i människoskapade miljöer, som äldre byggnader, trädgårdar och rabatter. Arten är generalist när det gäller födan, och hämtar nektar från flera olika blommande växter. Flygtiden varar från april till september i större delen av utbredningsområdet, juni till augusti i Norden.

### Fortplantning
Rostkägelbiets larv lever som kleptoparasit i bon hos pälsbin som humlepälsbi, örtagårdsbi, Anthophora bimaculata, Anthophora borealis, Anthophora fulvitarsis, dånpälsbi och Anthophora pilipes. Även tapetserarbin som rosentapetserarbi, ärttapetserarbi, stocktapetserarbi och kådtapetserarbi har nämnts som värdar, men det stöds inte av alla forskare. Larven lever av födan som är avsedd för värdlarven efter det att den dödat denna eller värdägget. Den övervintrar i sin kokong som passiv vilolarv.

## Utbredning
Utbredningsområdet omfattar större delen av Europa från Storbritannien i väster och Spanien i sydväst upp till norra Skandinavien, samt österut genom Ryssland till Centralasien. Arten finns också i Nordafrika.
I Sverige har arten påträffats från Skåne till Västerbotten, men förekomsten varierar. Den har inte påträffats i Dalsland, och är mycket ovanlig i Bohuslän och Gotland.
I Finland förekommer arten från sydkusten till Norra Karelen i nordöst, och Norra Österbotten i nordväst.

## Status
Arten är inte rödlistad, utan klassificerad som livskraftig (LC) både globalt, i Sverige och i Finland.